# Joseph d’Haussonville
Joseph Othenin Bernard de Cléron, greve d'Haussonville, född 27 maj 1809, död 28 maj 1884, var en fransk politiker och författare. Han var far till Gabriel d’Haussonville
Haussonville var konservativ deputerad 1842-48, ägnade sig därefter åt politiskt-historiska studier och invaldes 1865 i Franska akademin. Han utgav bland annat Histoire de la politique extérieure du gouvernement français de 1830 à 1848 (2 band, 1850), Histoire de la réunion de la Lorraine à la France (4 band, 1854-59), L'église romaine et le premier empire (5 band, 1868-69), 1878 blev Haussonville livstidssenator och försvarade i senaten de religiösa sammanslutningarna mot antiklerikalerna.
Haussonville var från 1836 gift med Louise de Broglie (1818-1882), dotterdotter till Germaine de Staël och författare till romanen Robert Emmert (1858) och arbeten om Byron.